# Bahnstrecke Elbląg–Braniewo
| Streckenführung der Haffuferbahn vor dem Ersten Weltkrieg (Karte von 1904) |                           |                                                   |                                                   |
| Streckenführung der Haffuferbahn im Stadtgebiet von Elbing (Karte von 1944) |                           |                                                   |                                                   |
| Streckennummer: | PKP 254                   |                                                   |                                                   |
| Kursbuchstrecke: | DR: 120d (1934) PKP: 503a |                                                   |                                                   |
| Streckenlänge: | 48,3 km                   |                                                   |                                                   |
| Spurweite: | 1435 mm (Normalspur)      |                                                   |                                                   |
| |                           |                                                   |                                                   |
| \| \| \| von Güldenboden (Preußische Ostbahn) \| \| \| \| \| \| \| \| \| 0,0 \| Elbing Ost \| Elbing Ost \| \| \| \| Elbing (Elbląg) \| \| \| \| \| Hafenbahn Oberländer Kanal \| \| \| \| \| Elbląg \| \| \| \| 0,1 \| Abzw. Tropy \| Abzw. Tropy \| \| \| \| nach Marienburg \| \| \| \| 2,5 -1,0 \| Elbing Stadt (Elbląg Miasto) \| Elbing Stadt (Elbląg Miasto) \| \| \| \| Anschluss Schichau-Werft \| \| \| \| \| Elbląg \| \| \| \| \| \| \| \| \| \| Hafenanschluss \| \| \| \| 2,5 0,0 \| Elbing Englisch Brunnen (Elbląg Zdrój Przystanek) \| Elbing Englisch Brunnen (Elbląg Zdrój Przystanek) \| \| \| 4,7 \| Elbing Bad (Elbląg Zdrój) \| Elbing Bad (Elbląg Zdrój) \| \| \| 6,0 \| Elbing Städtischer Hafen \| Elbing Städtischer Hafen \| \| \| 8,9 \| Groß Röbern (Kreis Elbing) (Rubno Wielkie) \| Groß Röbern (Kreis Elbing) (Rubno Wielkie) \| \| \| 11,0 \| Wogenap (Jagodna) \| Wogenap (Jagodna) \| \| \| 14,0 \| Steinort (Kamienica Elbląska) (Sztynort) \| Steinort (Kamienica Elbląska) (Sztynort) \| \| \| 15,4 \| Reimannsfelde (Nadbrzeże) \| Reimannsfelde (Nadbrzeże) \| \| \| 17,4 \| Succase Haffschlösschen (Suchacz Zamek) \| Succase Haffschlösschen (Suchacz Zamek) \| \| \| 19,2 \| Panklau Hp (Pęklowo) \| Panklau Hp (Pęklowo) \| \| \| 20,1 \| Cadinen Hp (Kadyny) \| (Anschlussgleis)[1] \| \| \| 24,4 \| Tolkemit (Tolkmicko) \| Tolkemit (Tolkmicko) \| \| \| \| Hafenanschluss \| \| \| \| 28,0 \| Wieck Forsthaus Hp (Święty Kamień) \| Wieck Forsthaus Hp (Święty Kamień) \| \| \| 31,2 \| Wieck-Luisenthal (Święty Kamień Cegielnia) \| Wieck-Luisenthal (Święty Kamień Cegielnia) \| \| \| 36,0 \| Frauenburg (Frombork) \| Frauenburg (Frombork) \| \| \| 39,2 \| Sankau Hp (Sądkowo) \| Sankau Hp (Sądkowo) \| \| \| 42,2 \| Stangendorf (Stępień) \| Stangendorf (Stępień) \| \| \| 45,7 \| Braunsberg Obertor (Braniewo Brama) \| Braunsberg Obertor (Braniewo Brama) \| \| \| \| Anschluss Ziegelei \| \| \| \| \| Passarge \| \| \| \| \| von Elbing (Preußische Ostbahn) \| \| \| \| \| von Allenstein \| \| \| \| 48,2 \| Braunsberg (Braniewo) \| Braunsberg (Braniewo) \| \| \| \| nach Königsberg (Preußische Ostbahn) \| \| |                           |                                                   |                                                   |
| Strecke |                           | von Güldenboden (Preußische Ostbahn)              | von Güldenboden (Preußische Ostbahn)              |
| Strecke von links (außer Betrieb) · Abzweig geradeaus und ehemals nach rechts |                           |                                                   |                                                   |
| Dienststation / Betriebs- oder Güterbahnhof (Strecke außer Betrieb) · Strecke | 0,0                       | Elbing Ost                                        | Elbing Ost                                        |
| Strecke (außer Betrieb) · Bahnhof |                           | Elbing (Elbląg)                                   | Elbing (Elbląg)                                   |
| Strecke (außer Betrieb) · Abzweig geradeaus und ehemals nach rechts |                           | Hafenbahn Oberländer Kanal                        | Hafenbahn Oberländer Kanal                        |
| Strecke (außer Betrieb) · Brücke über Wasserlauf |                           | Elbląg                                            | Elbląg                                            |
| Strecke (außer Betrieb) · Blockstelle | 0,1                       | Abzw. Tropy                                       | Abzw. Tropy                                       |
| Strecke (außer Betrieb) · Abzweig geradeaus und nach links |                           | nach Marienburg                                   | nach Marienburg                                   |
| Bahnhof (Strecke außer Betrieb) · Strecke | 2,5 -1,0                  | Elbing Stadt (Elbląg Miasto)                      | Elbing Stadt (Elbląg Miasto)                      |
| Abzweig geradeaus und nach links (Strecke außer Betrieb) · Strecke |                           | Anschluss Schichau-Werft                          | Anschluss Schichau-Werft                          |
| Strecke (außer Betrieb) · Brücke über Wasserlauf |                           | Elbląg                                            | Elbląg                                            |
| Abzweig ehemals geradeaus und von links · Strecke nach rechts |                           |                                                   |                                                   |
| Abzweig geradeaus und nach links |                           | Hafenanschluss                                    | Hafenanschluss                                    |
| ehemaliger Haltepunkt / Haltestelle | 2,5 0,0                   | Elbing Englisch Brunnen (Elbląg Zdrój Przystanek) | Elbing Englisch Brunnen (Elbląg Zdrój Przystanek) |
| | 4,7                       | Elbing Bad (Elbląg Zdrój)                         | Elbing Bad (Elbląg Zdrój)                         |
| Dienststation / Betriebs- oder Güterbahnhof (Strecke außer Betrieb) | 6,0                       | Elbing Städtischer Hafen                          | Elbing Städtischer Hafen                          |
| Haltepunkt / Haltestelle (Strecke außer Betrieb) | 8,9                       | Groß Röbern (Kreis Elbing) (Rubno Wielkie)        | Groß Röbern (Kreis Elbing) (Rubno Wielkie)        |
| Bahnhof (Strecke außer Betrieb) | 11,0                      | Wogenap (Jagodna)                                 | Wogenap (Jagodna)                                 |
| Bahnhof (Strecke außer Betrieb) | 14,0                      | Steinort (Kamienica Elbląska) (Sztynort)          | Steinort (Kamienica Elbląska) (Sztynort)          |
| Haltepunkt / Haltestelle (Strecke außer Betrieb) | 15,4                      | Reimannsfelde (Nadbrzeże)                         | Reimannsfelde (Nadbrzeże)                         |
| Haltepunkt / Haltestelle (Strecke außer Betrieb) | 17,4                      | Succase Haffschlösschen (Suchacz Zamek)           | Succase Haffschlösschen (Suchacz Zamek)           |
| Haltepunkt / Haltestelle (Strecke außer Betrieb) | 19,2                      | Panklau Hp (Pęklowo)                              | Panklau Hp (Pęklowo)                              |
| Haltepunkt / Haltestelle (Strecke außer Betrieb) | 20,1                      | Cadinen Hp (Kadyny)                               | (Anschlussgleis)                                  |
| Bahnhof (Strecke außer Betrieb) | 24,4                      | Tolkemit (Tolkmicko)                              | Tolkemit (Tolkmicko)                              |
| Abzweig geradeaus und nach links (Strecke außer Betrieb) |                           | Hafenanschluss                                    | Hafenanschluss                                    |
| Haltepunkt / Haltestelle (Strecke außer Betrieb) | 28,0                      | Wieck Forsthaus Hp (Święty Kamień)                | Wieck Forsthaus Hp (Święty Kamień)                |
| Haltepunkt / Haltestelle (Strecke außer Betrieb) | 31,2                      | Wieck-Luisenthal (Święty Kamień Cegielnia)        | Wieck-Luisenthal (Święty Kamień Cegielnia)        |
| Bahnhof (Strecke außer Betrieb) | 36,0                      | Frauenburg (Frombork)                             | Frauenburg (Frombork)                             |
| Haltepunkt / Haltestelle (Strecke außer Betrieb) | 39,2                      | Sankau Hp (Sądkowo)                               | Sankau Hp (Sądkowo)                               |
| Haltepunkt / Haltestelle (Strecke außer Betrieb) | 42,2                      | Stangendorf (Stępień)                             | Stangendorf (Stępień)                             |
| Betriebs-/Güterbahnhof Strecke bis hier außer Betrieb | 45,7                      | Braunsberg Obertor (Braniewo Brama)               | Braunsberg Obertor (Braniewo Brama)               |
| Abzweig geradeaus und nach rechts |                           | Anschluss Ziegelei                                | Anschluss Ziegelei                                |
| Brücke über Wasserlauf |                           | Passarge                                          | Passarge                                          |
| Abzweig geradeaus und von rechts |                           | von Elbing (Preußische Ostbahn)                   | von Elbing (Preußische Ostbahn)                   |
| Abzweig geradeaus und von rechts |                           | von Allenstein                                    | von Allenstein                                    |
| Bahnhof | 48,2                      | Braunsberg (Braniewo)                             | Braunsberg (Braniewo)                             |
| Strecke |                           | nach Königsberg (Preußische Ostbahn)              | nach Königsberg (Preußische Ostbahn)              |

Die Bahnstrecke Elbląg–Braniewo (Haffuferbahn) ist eine stillgelegte Eisenbahnstrecke in der Woiwodschaft Ermland-Masuren in Polen.

## Haffuferbahn-Actien-Gesellschaft

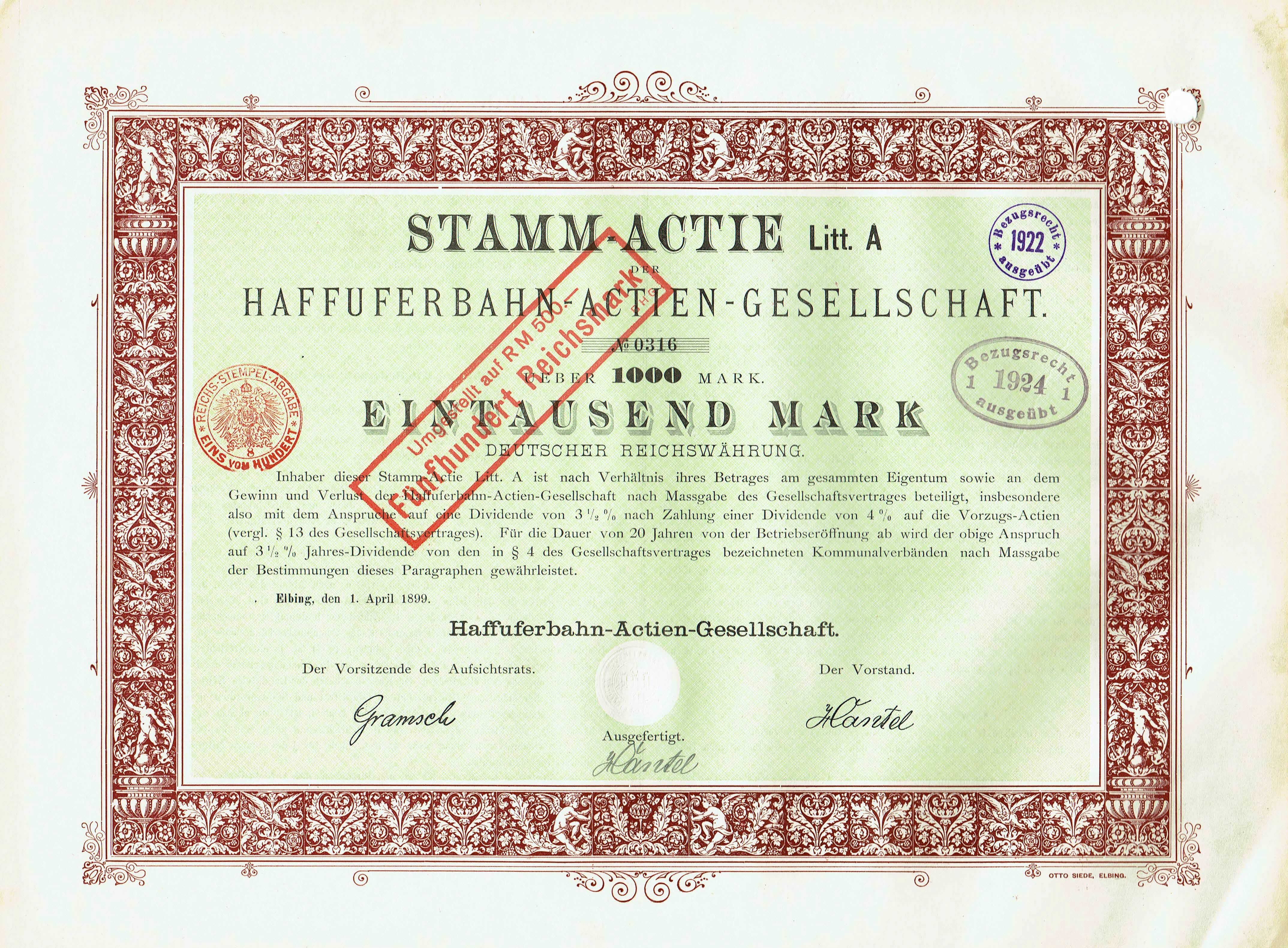
Stammaktie der Haffuferbahn-AG vom 1. April 1899

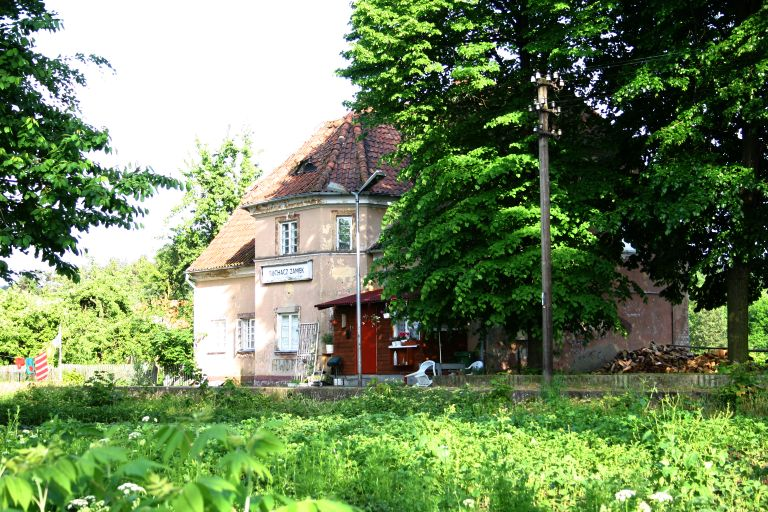
Bahnhof Haffschlösschen

Die Haffuferbahn-Actien-Gesellschaft, kurz HUB, wurde am 12. August 1896 in Elbing durch die Provinz Ostpreußen, die Bahnbau-Gesellschaft Lenz & Co GmbH sowie weitere Interessenten gegründet. Am Ende des Zweiten Weltkrieges waren die AG für Verkehrswesen mit 41 % und deren Tochter, die Ostdeutsche Eisenbahn-Gesellschaft, mit 34,5 % Hauptaktionäre des Kapitals.
Gesellschaftszweck waren Bau und Betrieb einer Kleinbahn von Elbing (Elbląg) nach Braunsberg (Braniewo). Diese sollte im Gegensatz zur Preußischen Ostbahn, die seit 1852 beide Städte verband, nicht im Landesinneren, sondern an der Küste des Frischen Haffs entlangführen.

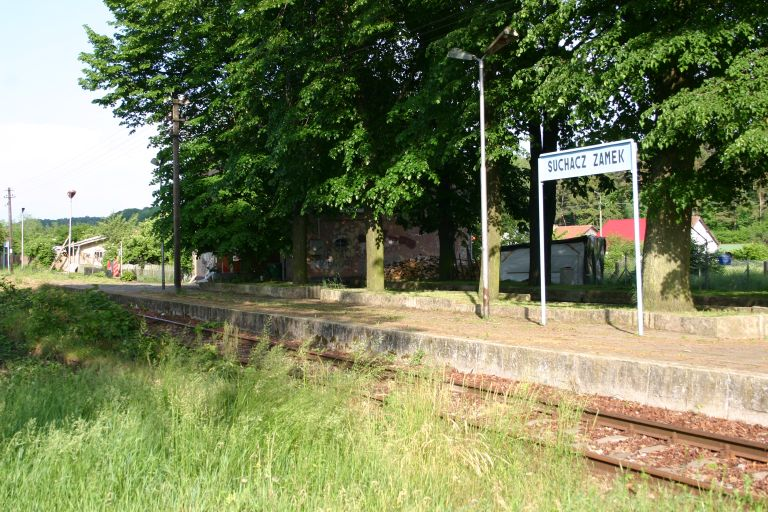
Bahnsteig Haffschlösschen

Die Bahn begann in Elbing am Ostbahnhof der HUB, der nur dem Übergangsgüterverkehr zur Staatsbahn diente, und führte dann zum Stadtbahnhof, wo die Personenzüge begannen. In nördlicher Richtung erreichte die Strecke das Haff, berührte Cadinen (Kadyny), Tolkemit (Tolkmicko) und die ermländische Bischofsstadt Frauenburg (Frombork). Nach 48 km endete die normalspurige Bahn in der Kreisstadt Braunsberg am Ostbahnhof neben dem Staatsbahnhof. Von Cadinen führte ein Anschlussgleis zur hohenzollerischen Herrschaft Cadinen mit einem berühmten Gestüt.

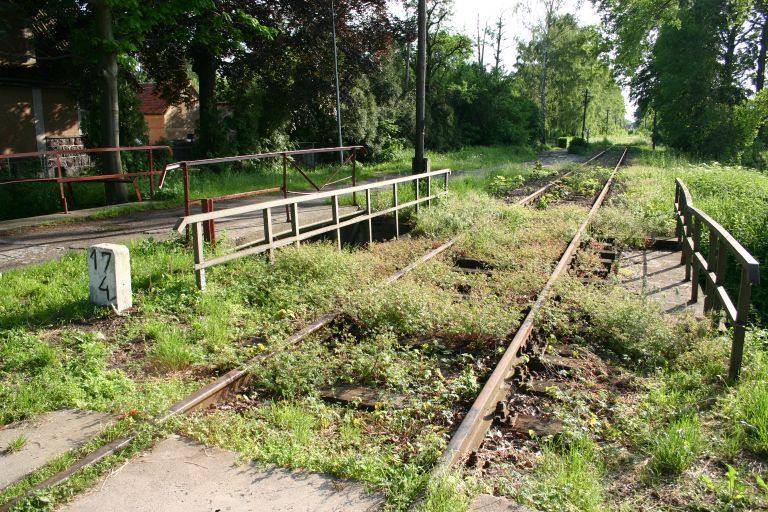
Bahnhof Haffschlösschen Richtung Elbing

Der Stadtbahnhof Elbing war 2,5 km vom Staatsbahnhof entfernt, sodass Umsteiger die Städtische Straßenbahn benutzen mussten.
Der Betrieb wurde am 20. Mai 1899 bis Frauenburg eröffnet und am 7. September 1899 bis zum Endpunkt weitergeführt. Die Betriebsführung übernahm die Ostdeutsche Eisenbahn-Gesellschaft. Ab 15. Mai 1934 wurde noch eine bahneigene Omnibusverbindung Elbing – Tolkemit eingerichtet.

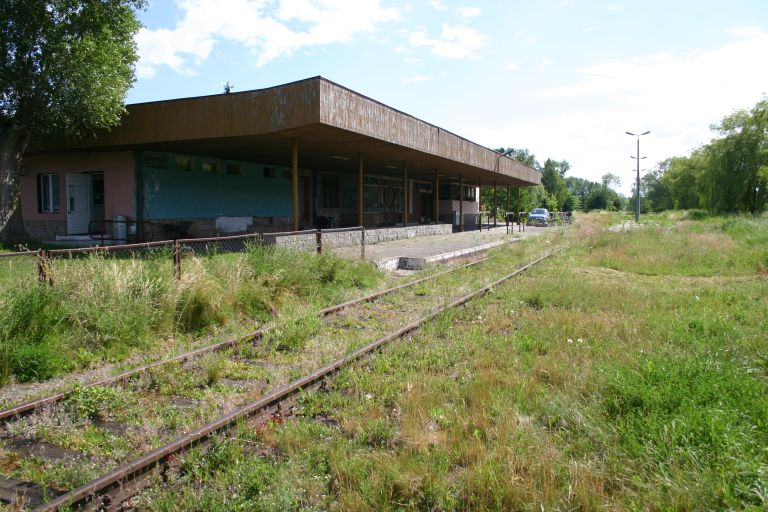
Züge fuhren am Bahnhof Frauenburg 2008 nicht mehr, aber die Bahnhofstoiletten waren noch geöffnet

Der Fahrzeugpark umfasste 1939 neun Dampflokomotiven, 26 Personen-, drei Pack- und 111 Güterwagen.

## Nach dem Zweiten Weltkrieg
Nach dem Zweiten Weltkrieg wurde die Bahn wieder in Betrieb genommen, wobei der Abschnitt innerhalb zwischen Braniewo (Braunsberg) und Braniewo Brama (Braunsberg Obertor) wegen der zerstörten Brücke über die Pasłęka (deutsch Passarge) zunächst nicht betrieben werden konnte.

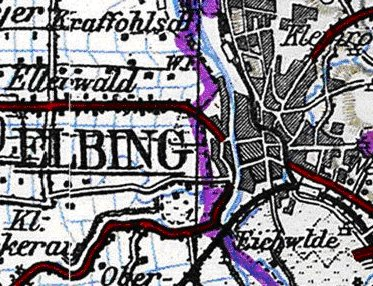
Alte Streckenführung der Haffuferbahn in Elbing

Am 22. Mai 1982 wurde die Strecke durch den neu gebauten Abschnitt vom Abzweig Tropy (an der Hauptbahn Malbork–Elbląg) bis Elbląg Zdrój direkt an den Bahnhof Elbląg angeschlossen. Die Güterverkehrsstrecke durch die Stadt wurde stillgelegt, nachdem schon 1958 der Personenverkehr nicht mehr bis zum Stadtbahnhof (Elbląg Miasto) geführt worden war.

## Betrieb
Am 11. Dezember 2005 wurde der planmäßige Personenverkehr auf der Gesamtstrecke eingestellt. Eine Wiedereröffnung erfolgte zum 15. Januar 2006, die jedoch nur bis zum 1. April 2006 dauerte.
2010 verpflichtete sich die Landesregierung, zusammen mit den Anliegergemeinden den Zugbetrieb wieder in Gang zu bringen. Mit Hilfe der Bahngesellschaft Arriva RP haben die Pomorskie Towarzystwo Miłośników Kolei Żelaznych (Pommersche Eisenbahnfreunde) unter Regie des Marschallamtes in Olsztyn Sonderfahrten auf der Strecke unternommen, nachdem die Strecke am 4. Juli 2010 für den saisonalen Sonderzugverkehr auf der Gesamtstrecke wieder eröffnet wurde. Dem folgte am 1. Juli 2012 die Einstellung des Abschnittes Tolkmicko–Braniewo und am 10. August 2013 die Wiederinbetriebnahme des Abschnittes Frombork–Braniewo für den saisonalen Sonderzugverkehr. Seit 2015 verkehren keine Züge mehr. 2017 begannen die Gleisanlagen bereits zu verbuschen.
2018 fanden Gespräche über die Wiederherstellung der Strecke durch Kostenbeteiligung der örtlichen Anlieger statt. Der Einsatz von etwa 100.000 Złoty durch die Gemeinden sowie Zuschüsse der Wojewodschaft würden vier Zugpaare pro Tag ermöglichen, die von SKPL Cargo gefahren werden könnten. Allerdings verweigerten die Stadt Elbląg und das Powiat Elbląg eine Zustimmung.
Auf dem Streckenabschnitt zwischen Tolkemit (Tolkmicko) und Frauenburg (Frombork) verkehrte zeitweise eine Draisinenbahn.